# Marie-Armand d'Avezac de Castera-Macaya
Marie-Armand Pascal de Castera-Macaya d'Avezac est un archiviste et géographe français, né à Tarbes le 18 avril 1800 et mort à Paris 7e le 14 janvier 1875.

## Biographie
Fils de Pierre Valentin Dominique Julien d'Avezac de Castera, homme de lettres, colon de Saint-Domingue puis magistrat à Tarbes, et de Renée Potier, il est le beau-père de Charles Defrémery.
Secrétaire-archiviste de la ville de Bagnères-de-Bigorre de 1820 à 1822, il arriva à Paris en 1823, en tant que secrétaire de l'intendance de la Maison du roi jusqu'en 1827, et passa par la suite toute sa carrière au ministère de la Marine où il occupe les fonctions de sous-chef du bureau à la direction des colonies aux archives de la Marine en mai 1828 puis de chef du bureau des archives du ministère de la Marine en 1843. Il est admis à la retraite en 1862.

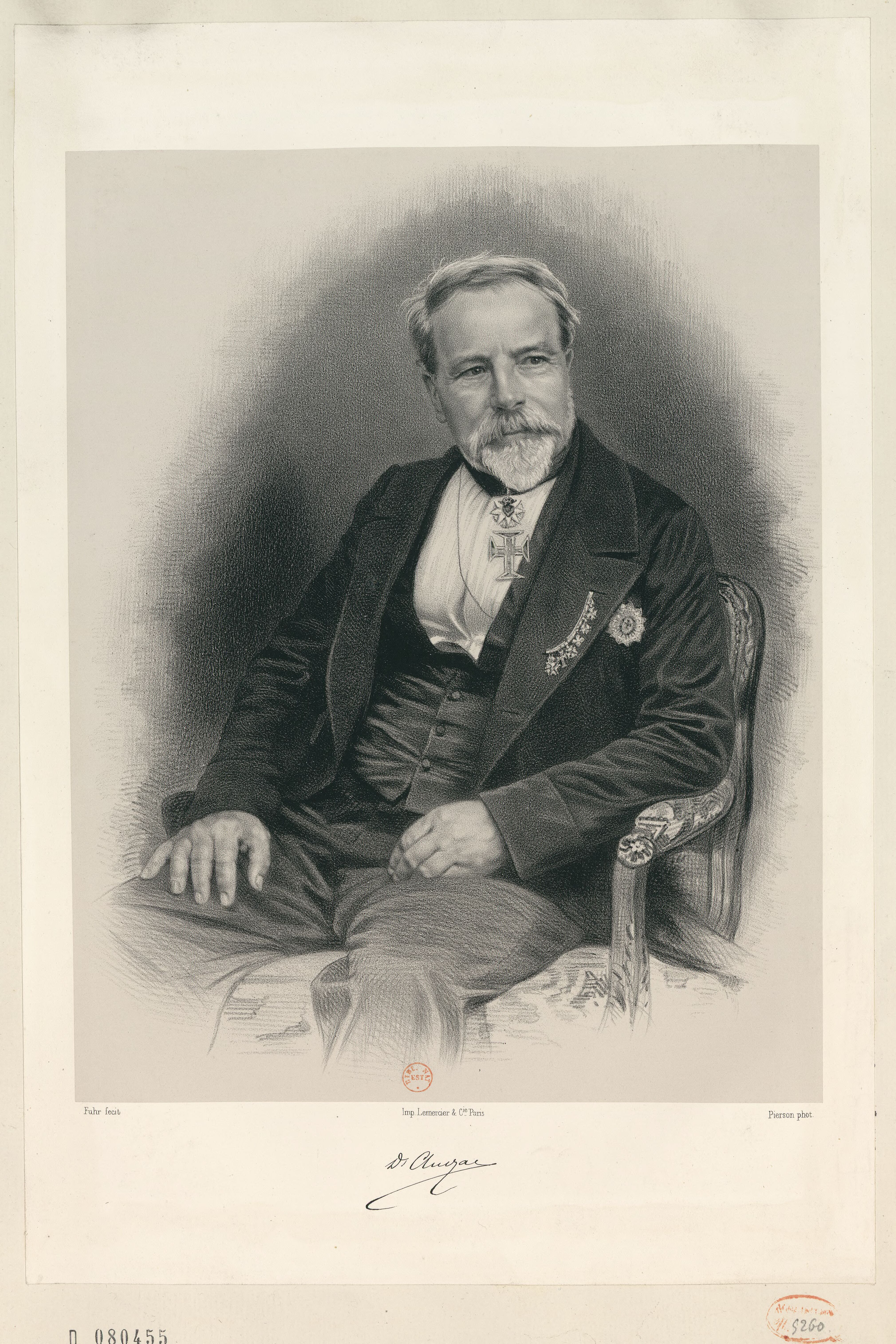
Marie Amand Pascal d'Avezac-Macaya.

Un des fondateurs de la Société d'ethnographie, il s'intéressa à la géographie coloniale et aux grandes découvertes, admettant l'existence de l'Atlantide.
Il fut de 1833 à 1835 secrétaire général de la Société de géographie, dont il fut treize fois vice-président et six fois président. Membre de l'Institut, il est admis au sein de l'Académie des inscriptions et belles-lettres en 1866.

## Publications
- Essais historiques sur le Bigorre : accompagnés de remarques critiques, de pièces justificatives, de notices chronologiques et généalogiques, Bagnères, J. M. Dossun, 1823, 312 p. (lire en ligne) [lire en ligne].
- Études de géographie critique sur une partie de l'Afrique septentrionale, itinéraires de Hhaggy Ebn-El-Dyn El-Aghouathy avec des annotations et remarques géographiques, une notice sur la construction d'une carte de la région, et un appendice sur l'emploi de nouveaux documens pour la rectification du tracé géodésique des mêmes contrées par M. d'Avezac, imprimé chez Paul Renouard, Paris, 1836 (lire en ligne)
- Relation des Mongols ou Tartares: première éd. complète, publiée d'après les manuscrits de Leyde, de Paris et de Londres, et précédée d'une notice sur les anciens voyages de Tartarie en général, et sur celui de Jean du Plan de Carpin en particulier, Librairie géographique Arthus Bertrand, Paris,1838   [lire en ligne]
- Relation des voyages de Sæwulf à Jérusalem et en Terre-Sainte pendant les années 1102 et 1103, publiés pour la première fois d'après un manuscrit de Cambridge - 1839 - [lire en ligne]
- Armand d'Avezac, Afrique. Esquisse générale de l'Afrique et Afrique ancienne, dans L'Univers. Histoire et description de tous les peuples. Afrique. Carthage. Numidie et Mauritanie. Afrique chrétienne, Firmin Didot frères, Paris, 1844 (lire en ligne)
- Armand d'Avezac, Les îles fantastiques de l'Océan occidental au Moyen Âge, imprimerie de Fain et Thunot, Paris, 1845 (lire en ligne)
- Armand d'Avezac, Notice des découvertes faites au Moyen-Âge dans l'océan Atlantique antérieurement aux grandes explorations portugaises du quinzième siècle, Librairie Fain et Thunot, Paris, 1845 (lire en ligne)
- Armand d'Avezac, Note sur la première expédition de Béthencourt aux Canaries, et sur le degré d'habileté nautique des Portugais à cette époque, Imprimerie Bourgogne et Martinet, Paris, 1846 (lire en ligne)
- en collaboration avec Forberville, L'Univers. Histoire et description de tous les peuples. Îles de l'Afrique, Firmin Didot frères éditeurs, Paris, 1848 (lire en ligne)
- Armand d'Avezac, Ethicus et les ouvrages cosmographiques intitulés de ce nom, Imprimerie nationale, 1852 (lire en ligne)
- Grands et petits géographes grecs et latins, esquisse bibliographique des collections qui ont été publiées, entreprises ou projetées, et revue critique du volume des Petits géographes Grecs, avec notes et prolégomènes de M. Charles Müller, compris dans la Bibliothèque des auteurs grecs de M. Ambroise Firmin-Didot, Paris, 1856 (Nouvelles annales des voyages, mars-mai 1856) [lire en ligne].
- Armand d'Avezac, Considérations géographiques sur l'histoire du Brésil, examen critique d'une nouvelle Histoire générale du Brésil récemment publiée en portugais à Madrid, par M. François-Adolphe de Varnhagen, chargé d'affaires du Brésil en Espagne. Rapport fait à la Société de géographie de Paris, dans ces séances des 1er mai, 15 mai et 5 juin 1857, par M. d'Avezac, vice-président de la Société et de la Commission centrale, dans Bulletin de la Société de géographie, Paris, août-septembre 1857, p. 89-356 (lire en ligne)
- Armand d'Avezac, Les voyages d'Améric Vespuce au compte de l'Espagne et les mesures itinéraires employées par les marins espagnols et portugais des XVe et XVIe siècles pour faire suite aux considérations sur l'Histoire du Brésil. Étude critique de deux opuscules intitules : I-Vespuce et son premier voyage, II- Examen de quelques points de l'histoire géographique du Brésil, Imprimerie de L. Martinet, Paris, 1858 (lire en ligne)
- Examen de quelques points de l'histoire géographique du Brésil comprenant des éclaircissements nouveaux sur le second voyage de Vespuce, sur les explorations des côtes septentrionales du Brésil par Hojeda et Pinzon, sur l'ouvrage de Navarrete, sur la véritable ligne de séparation de Tordesillas, sur l'Oyapoc ou Vincent Pinzon, sur le véritable point de vue où doit se placer toute l'histoire du Brésil, etc. ou Analyse critique du rapport de M. d'Avezac sur la récente histoire générale du Brésil par M. F. A. de Varnhagen, imprimerie de L. Martinet, Paris, 1858 (lire en ligne)
- Armand d'Avezac, Aperçus historiques sur la boussole et ses applications à l'étude des phénomènes du magnétisme terrestre, 1860 (lire en ligne)
- Armand d'Avezac, Coup d'œil historique sur la projection des cartes de géographie, Imprimerie de E. Martinet, Paris, 1863 (lire en ligne)
- Bref récit et succincte narration de la navigation faite en 1535 et 1536 par le capitaine Jacques Cartier aux îles de Canada, Hochelaga, Saguenay et autres. Réimpression figurée de l'édition originale rarissime de 1545 avec les variantes des ms de la bibliothèque impériale, précédée d'une brève et succincte introduction historique par M. d'Avezac, Librairie Tross, Paris, 1863 (lire en ligne)
- Les navigations terre-neuviennes de Jean et Sébastien Cabot, Imprimerie de E. Donnaud, Paris, 1869 (lire en ligne).
- Martin Hylacomylus Waltzemüller, ses ouvrages et ses collaborateurs. Voyage d'exploration et de découvertes à travers quelques épîtres dédicatoires, préfaces et opuscules en prose et en vers du commencement du XVIe siècle : notes, causeries et digressions bibliographies et autres, Challamel aîné libraire-éditeur, Paris, 1867 (lire en ligne)
- Campagne du navire l'Espoir de Honfleur, 1503-1505. Relation authentique du voyage du capitaine de Gonneville ès nouvelles terres des Indes publiée intégralement pour la première fois avec une introduction et des éclaircissements par M. d'Avezac, Challamel aîné libraire-éditeur, Paris, 1869 (lire en ligne)
- Marie-Armand d'Avezac, « Année véritable de la naissance de Christophe Colomb », Bull. Soc. géogr. Paris,‎ 1873, p. 5-64 (lire en ligne, consulté le 12 janvier 2017)
- Armand d'Avezac, Le Ravennate et son exposé cosmographique publié par Jean Gravier, imprimerie de Espérance Cagniard, Rouen, 1888 (lire en ligne)